# Ржище (Костанєвиця-на-Кркі)
Ржище (словен. Ržišče) — поселення в общині Костанєвиця-на-Кркі, Споднєпосавський регіон, Словенія. Висота над рівнем моря: 409,9 м.